# Junkers de ataque a tierra
El Junkers de ataque a tierra fue un proyecto alemán de avión de reacción de apoyo aéreo cercano desarrollado a finales de la Segunda Guerra Mundial y que no llegó a completarse, por lo que no recibió número identificativo.

## Historia
A mediados de 1944, la compañía Junkers de aviación inició el proyecto de un avión de reacción de apoyo aéreo cercano a baja altitud que reemplazara al Henschel Hs 129. De fuselaje ahusado y robusto, con un extensivo blindaje alrededor de las partes más críticas del aparato, incluyendo el gran depósito interno de combustible. Las alas eran rectas y sin diedro, con un estrechamiento en los extremos en un ángulo aproximado de 10.º. En la cola se instaló un estabilizador rectangular ubicado en horizontal, con dos timones de cola en sus extremos.
El avión contaba con un tren de aterrizaje de tipo triciclo, con dos ruedas posteriores que se plegaban lateralmente dentro del fuselaje, y una toma frontal bajo el morro en forma de patín accionado de forma neumática. La cabina se ubicaba muy adelantada sobre el morro, con espacio para dos ocupantes en tándem. El armamento principal consistía en un cañón MK 103 de 30mm en el morro, integrado en el fuselaje debajo de la cabina, y dos cañones MG 151/20 de 20mm en la parte baja de la raíz alar. Además, estaba también previsto el uso de bombas convencionales y cohetes filoguiados Ruhrstahl X-4 en barquillas exteriores bajo las alas.
En las raíces alares se encontraban los dos Daimler Benz ZTL 109-007, unos novedosos motores a reacción de paso doble diseñados por el Prof. Dr. Ing. Karl Leist. Como consecuencia del flujo secundario de aire comprimido, las tomas y el diámetro del motor eran mayores que en los anteriores motores BMW 003 y Jumo 004. Todo el proyecto se basaba en el empuje suplementario que podían desarrollar los nuevos motores de paso doble; el avión, sobrecargado por su tamaño y el blindaje adicional, resultaba demasiado pesado para poder emplear de forma efectiva alguno de los motores a reacción ya existentes. Al retrasarse el desarrollo de los motores, el proyecto fue finalmente descartado.

## Características
Fuente
|                 | Junkers de ataque a tierra                                            |  |  |  |
|                 |                                                                       |  |  |  |
| Tipo            | Ataque al suelo                                                       |  |  |  |
| Tripulación     | Dos hombres                                                           |  |  |  |
| Longitud (m)    | 11,85 m                                                               |  |  |  |
| Envergadura (m) | 14,6 m                                                                |  |  |  |
| Altura (m)      | 3,85 m                                                                |  |  |  |
| Planta motriz   | dos motores DB ZTL 109-007                                            |  |  |  |
|                 |                                                                       |  |  |  |
| Armamento       | Un cañón MK 103/30mm en la nariz; dos cañones MG 151/20mm en las alas |  |  |  |